# クィントゥス・アエミリウス・バルブラ
クィントゥス・アエミリウス・バルブラ（Quintus Aemilius Barbula）は紀元前4世紀の共和政ローマのパトリキ（貴族）出身の政治家・軍人。執政官（コンスル）を二度務めた。

## 経歴
紀元前317年、クィントゥス・アエミリウスはガイウス・ユニウス・ブブルクス・ブルトゥスと共に執政官に就任。その年にアプリア（現在のプッリャ州北・中部）のネルルム（en）がクィントゥス・アエミリウスに奪取され、アプリア全体がローマに従属した。
紀元前311年に二度目の執政官に就任。同僚は再びガイウス・ユニウスであった。クィントゥス・アエミリウスは対エトルリア戦を担当したが、ティトゥス・リウィウスによると決定的な勝利は得られなかった。しかし、凱旋式のファスティには、エトルリアに対する勝利を祝って、クィントゥス・アエミリウスが凱旋式を実施したと記録されている。バルトホルト・ゲオルク・ニーブール（1776 – 1831）は、この後にエトルリアに対する軍事行動が行われていないことから（次のエトルリアとの戦いは紀元前310年のウァディモ湖の戦い）、これをアエミリウス氏族による後日の創作と考えている。
クィントゥス・アエミリウスはアエミリウス氏族のバルブラ家としては最初の執政官であった。アエミリウス氏族は第二代ローマ王ヌマ・ポンピリウス（在位：紀元前716年 - 紀元前673年）の時代にローマに移住してきたと言われている。彼の息子のルキウスと孫のマルクスも執政官となっている。

## 家族
- 祖父：ルキウス・アエミリウス・（バルブラ?）
- 父：クィントゥス・アエミリウス・（バルブラ?）
- 本人：クィントゥス・アエミリウス・バルブラ（紀元前317年、紀元前311年の執政官）
- 子：ルキウス・アエミリウス・バルブラ（紀元前281年の執政官）
- 孫：マルクス・アエミリウス・バルブラ（紀元前230年の執政官）

## 参考資料
- この記事には現在パブリックドメインである次の出版物からのテキストが含まれている: Smith, William, ed. (1870). "Barbula (1)". Dictionary of Greek and Roman Biography and Mythology (英語). Vol. 1. p. 461.